# Pins del Limonar
Pins del Limonar és un barri del districte Est de Màlega, a Andalusia, Espanya. Segons la delimitació oficial de l'ajuntament, limita al nord amb el barri de Pujols del Limonar i el de Serra Blanquilla; a l'est, amb el de Mayorazgo; al sud, amb els barris de Les Palmeres i Vaguada; i a l'oest, amb el barri de Mania i la Muntanya Victòria.
El barri va començar a prendre forma a la fi del segle xix, quan s'hi van començar a construir luxoses vil·les residencials, com ara Vil·la Suècia. Actualment compta amb urbanitzacions, residències particulars i negocis, com restaurants, botigues diverses i una perruqueria, a més de residències per a gent gran, clubs i col·legis.

## Transport
El barri està comunicat amb la resta de la ciutat pel servei d'autobús de l'EMT de la ciutat:
| Línia | Trajecte                                       | Recorregut               | Freqüència   |
| ----- | ---------------------------------------------- | ------------------------ | ------------ |
| 32    | Albereda Principal - El Limonar                | Recorregut (en castellà) | 16-18 minuts |
| 37    | Albereda Principal - Altamira/Muntanya Daurada | Recorregut (en castellà) | 25-30 minuts |